# 宮﨑琉
宮﨑琉（みやざき りゅう、2005年3月30日 - ）は、東京都出身のレーシングドライバー。

## 概要
- 身長：165cm
- 体重：52kg
- 血液型：AB型

## レース戦績
- 2014
  - サーキット秋ヶ瀬チャレンジカップカデットクラス参戦
- 2015
  - サーキット秋ヶ瀬カートレースカデットクラス参戦[1]
  - 新東京サーキットカデットクラス参戦
- 2016
  - サーキット秋ヶ瀬カートレースカデットクラス参戦(5回入賞)
  - 新東京サーキットカデットクラス参戦
  - 榛名モータースポーツランドカップカデットクラス参戦(4回表彰台登壇、ファステストラップ)
- 2017
  - 活動休止
- 2018
  - APGcup APG-SS jr. クラス参戦
  - モテギカートレース SS-jr. クラス参戦
- 2019
  - JAF ジュニアカート選手権FP-jr.クラス参戦[2]
  - APGcup APG -SSクラス参戦
  - もてぎカートレース YAMAHA-SS クラス参戦[3]